# David Ruelle
David Pierre Ruelle ([rüèl]; Gand, 20 agosto 1935) è un matematico e fisico belga naturalizzato francese. Ha lavorato sulla fisica statistica e sui sistemi dinamici. Con Floris Takens ha coniato il termine attrattore strano e ha sviluppato una nuova teoria della turbolenza.

## Biografia
David Ruelle ha studiato fisica all'Université Libre de Bruxelles, dottorandosi nel 1959 sotto la supervisione del fisico svizzero Res Jost. Dal 1960 al 1962 è stato al Politecnico federale di Zurigo e dal 1962 al 1964 all'Institute for Advanced Study di Princeton, nel New Jersey. Nel 1964 è diventato professore all'Institut des Hautes Études Scientifiques di Bures-sur-Yvette, in Francia. Dal 2000 è professore emerito all'IHES e visiting professor alla Rutgers University.
David Ruelle ha apportato contributi fondamentali in vari ambiti della fisica matematica. Nella teoria quantistica dei campi il contributo più importante è la formulazione rigorosa dei processi di scattering basata sulla teoria assiomatica di Wightman. Questo approccio è conosciuto come la teoria della diffusione di Haag–Ruelle. Successivamente Ruelle ha contribuito a creare una teoria rigorosa della meccanica statistica dell'equilibrio, che comprendeva lo studio del limite termodinamico, l'equivalenza degli insiemi canonici e la convergenza delle serie di Mayer. Un ulteriore risultato è il lemma di Asano-Ruelle, che permette lo studio degli zeri di alcuni polinomi ricorrenti nella meccanica statistica.
Lo studio dei sistemi infiniti ha portato alla definizione locale degli stati di Gibbs oppure alla definizione globale degli stati di equilibrio. Ruelle ha dimostrato assieme a Roland L. Dobrushin e Oscar E. Lanford che gli stati di Gibbs invarianti su traslazione sono precisamente gli stati di equilibrio.
Infine assieme a Floris Takens ha proposto la descrizione della turbolenza idrodinamica basata sugli attrattori strani che manifestano delle proprietà caotiche di dinamica iperbolica.

## Premi e onorificenze
David Ruelle è membro dal 1985 dell'Accademia francese delle scienze. Nel 1988 è stato invitato come Josiah Willard Gibbs Lecturer in Atlanta dalla Società Matematica Americana. Dal 1992 è membro onorario internazionale dell'American Academy of Arts and Sciences e dal 1993 membro ordinario dell'Academia Europæa. Nel 2002 è stato eletto membro internazionale dell'Accademia nazionale delle scienze degli Stati Uniti d'America e dal 2003 socio straniero dell'Accademia Nazionale dei Lincei. Dal 2012 è membro dell'American Mathematical Society.
Nel 1985 David Ruelle ha vinto il premio Dannie Heineman per la fisica matematica e nel 1986 ha ricevuto la medaglia Boltzmann per i suoi contributi alla meccanica statistica. Nel 1993 ha vinto il premio Holweck e nel 2004 ha ricevuto la medaglia Matteucci. Nel 2006 ha vinto il prestigioso premio Henri Poincaré e nel 2009 il premio Peano per il libro La mente matematica, Edizioni Dedalo. Nel 2014 è stato onorato con la prestigiosa medaglia Max Planck per i risultati eccezionali in fisica teorica. Nel 2022 ha ricevuto la medaglia Dirac da parte del Centro internazionale di fisica teorica Abdus Salam per i suoi contributi alla meccanica statistica dei sistemi classici e quantistici.

## Pubblicazioni selezionate
- (EN) David Ruelle, Chance and chaos, vol. 110, Princeton University Press, 1993, ISBN 978-0691021003.
- (EN) David Ruelle, Statistical mechanics: Rigorous results, World Scientific, 1999, ISBN 978-9810238629.
- (EN) David Ruelle, Thermodynamic formalism: the mathematical structure of equilibrium statistical mechanics, Cambridge University Press, 2004, ISBN 978-0521546492.
- (EN) David Ruelle, Dynamical zeta functions for piecewise monotone maps of the interval, American Mathematical Society, 2004, ISBN 978-0821836019.
- (EN) David Ruelle, Turbulence, strange attractors and chaos, World Scientific, 1995, ISBN 978-9810223113.
- (EN) David Ruelle, Chaotic evolution and strange attractors, vol. 1, Cambridge University Press, 2008, ISBN 978-0521368308.
- (EN) David Ruelle, Elements of differentiable dynamics and bifurcation theory, Elsevier, 2014, ISBN 978-1483245881.
- (EN) David Ruelle e Floris Takens, On the nature of turbulence, in Les rencontres physiciens-mathématiciens de Strasbourg, vol. 12, 1971,  pp. 1-44.
- (EN) David Ruelle, Turbulence, Strange Attractors, and Chaos, in World Scientific, vol. 16, 1995,  p. 195.
- (EN) Jean-Pierre Eckmann e David Ruelle, Ergodic theory of chaos and strange attractors, in Reviews of Modern Physics, vol. 57, 1985,  pp. 617–656, DOI:10.1103/RevModPhys.57.617.
- (EN) David Ruelle, On the asymptotic condition in quantum field theory, in Helvetica Physica Acta, vol. 35, 1962,  pp. 147-163, DOI:10.5169/seals-113272.
- (FR) David Ruelle, L'Étrange Beauté des mathématiques, Odile Jacob, 2011, ISBN 978-2738126245.
- David Ruelle, La mente matematica, Edizioni Dedalo, 2021, ISBN 978-8822065100.